# Charlotte von Stein
Charlotte Albertine Ernestine von Stein (25 de diciembre de 1742 en Eisenach-6 de enero de 1827 en Weimar), conocida como Charlotte von Stein, fue una dama de compañía de la duquesa Ana Amalia de Brunswick-Wolfenbüttel en la corte de Weimar, y amiga de Johann Wolfgang von Goethe, de la familia de Johann Gottfried Herder y de Friedrich Schiller.[cita requerida]

## Vida
Su padre, Johann Wilhelm von Schardt tenía un puesto en la corte del duque de Weimar. Su madre, Konkordia Elizabeth von Irving era de una familia de origen escocés asentada en Alemania desde el siglo XV. El 8 de mayo de 1764 se casó con el caballerizo mayor de la corte, el barón Gottlob Ernst Josias von Stein (1735-1793).
Charlotte von Stein pasó a formar parte de la historia de la literatura alemana por su cercana relación con Goethe, a quien conoció en 1775. El amor de Goethe por ella está documentado en más de 1700 cartas que se conservan. A pesar de ser mayor que él por siete años, estar casada, y haber tenido siete hijos, Goethe la asedia desesperadamente. Charlotte, a pesar de su fascinación por el poeta, se muestra en un inicio reservada ante sus avances. Cuando en 1786 Goethe emprende su viaje de casi de dos años a Italia, la relación finalmente se rompe, y permanecen distanciados aún después de su regreso. Un acercamiento se hizo más difícil debido a la relación de Goethe con Christiane Vulpius. Von Stein nunca pudo aceptar el posterior casamiento de Goethe con la plebeya, Vulpius.
La pregunta de si el amor entre Goethe y von Stein era de carácter erótico-platónico, o sexual, ha conducido a muchas especulaciones infructuosas. De lo que no cabe duda es que para ambos, ese amor era de una inmensa importancia para sus vidas. El hecho de que el marido de von Stein no mostrara ninguna reacción ante esta relación no es nada inusual en los círculos de la nobleza de Weimar, ya que los casamientos eran por lo general hechos sobre todo por consideraciones económicas y sociales.
Cuatro años después del regreso de Italia se restablece la amistad entre ambos, la cual duraría hasta la muerte de von Stein en 1827. Incluso en las cartas con su esposa, Goethe menciona a von Stein, y el hijo de ambos frecuentemente es enviado a la casa de von Stein para recibir clases y a jugar.
Poco antes de morir, von Stein solicitó a Goethe que le regresase todas las cartas que le había escrito, y las quemó. En las cartas que se conservan de ella a otras personas, demuestra haber tenido una personalidad reservada y un gran ingenio, además de un alto grado de sensibilidad.
Charlotte von Stein escribió un drama titulado "Dido", que fue publicado después de su muerte. En la obra se dejan entrever vistazos de su relación con Goethe y otros miembros de la corte en Weimar.